# Превратности времён
«Превратности времён» (англ. Time and Ebb) — рассказ Владимира Набокова, относящийся к американскому периоду его творчества. Был написан в 1944 году и опубликован в 1945, вошёл в состав сборника «Девять рассказов» (Нью-Йорк, 1947).

## Сюжет
Рассказ представляет собой монолог 90-летнего старика, который в 2024 году лежит в больнице и вспоминает о временах своего детства. Рассказчик родился в 1930-х годах в Европе и в начале Второй мировой войны переехал в Америку. По его словам, он совсем не помнит события 1997 или 2012 года, но атмосфера 1940-х годов сохранилась в его памяти со всеми подробностями.

## Создание и оценки
«Превратности времён» были написаны в сентябре 1944 года и увидели свет в бостонском литературном журнале Atlantic Monthly в январе 1945 года. Они стали первым произведением Набокова, действие которого происходит в Америке. В 1947 году автор включил рассказ в сборник «Девять рассказов» (англ. Nine Stories), в 1958 — в сборник «Набоковская дюжина» (англ. Nabokov's Dozen).
Биограф Набокова Брайан Бойд охарактеризовал «Превратности времён» как «маленький шедевр, в котором слились близкое и далёкое, повседневность и красота запредельного мира». Автор здесь «в первый, но не последний раз блистательно вывернул наизнанку научную фантастику», изобразив будущее как мир, в котором запрещены самолёты, а электричество обнаружило свою страшную «подлинную природу». Вместо того, чтобы показать специфические технологии будущего, писатель показывает, насколько странно выглядит повседневность, окружающая читателя.